# Irvona
Irvona är en ort i Clearfield County i delstaten Pennsylvania, USA.